# Краковское предместье
Краковское предместье (пол. Krakowskie Przedmieście, польское произношение: [kraˈkɔfskʲɛ pʂɛdˈmjɛɕt͡ɕɛ] (слушать)о файле) — улица (прогулочный проспект) в столицы Польши Варшаве.
Продолжение улицы Новый Свят (на юге) и выходит на ул. Мёдову на севере, связывая расположенный на берегу Вислы исторический Старый город с современным центром столицы.
Улица следует от Королевского дворца в направлении парка «Лазенки».
Её протяженность составляет один километр.
Улица Краковское предместье вместе с улицей Новы Свят и Уяздовскими аллеями являются частями Королевского тракта Варшавы.
Начинается она у Замковой площади, где находились разрушенные в XIX столетии Краковские ворота — важный элемент укреплений Старого города. Дорога тогда вела на юг в сторону Кракова вдоль берега Вислы над обрывистым откосом. Вдоль дороги находились самые красивые дворцы и костёлы Варшавы.
В XIX столетии были построены здания Варшавского университета и Академии изящных искусств. 

Перпендикулярно улице, в эпоху барокко была создана «Саксонская ось» — градостроительный комплекс площадей, дворцов и парков (крупный Саксонский сад, с 1713 г. и пр.).
В 2006—2008 гг. Краковское предместье было значительно модернизировано, оно получило широкие тротуары и новую узкую мостовую из китайского гранита. С тех пор допускается движение только автобусов и такси.

## Достопримечательности
- Костёл Святой Анны
- Костёл визитанток
- Костёл кармелитов
- Костёл Святого Креста
- Дворец Чапских
- Дворец Потоцких
- Дворец Весселей
- Памятник Николаю Копернику
- Дворец Сташица
- Главные ворота Варшавского университета
- Президентский дворец
- Памятник Адаму Мицкевичу